# Felix Lindhorst

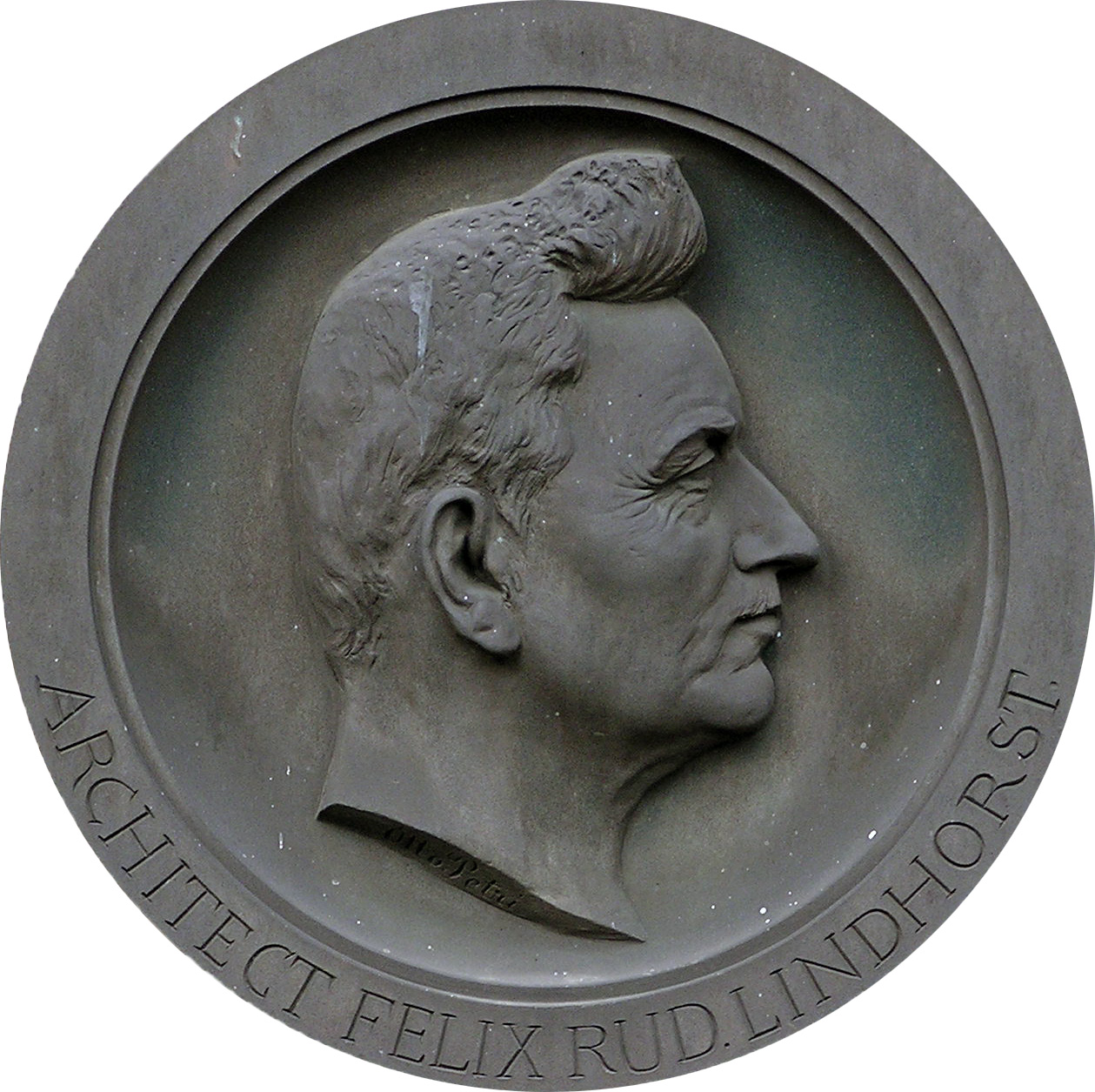
Grabtondo von Otto Petri für „Architect Felix Rud. Lindhorst“

Felix Rudolf Lindhorst (* 13. Juni 1867 in Berlin; † 9. April 1955 ebenda) war ein deutscher Architekt.

## Leben
Lindhorsts Tätigkeit ist in Berlin vor dem Ersten Weltkrieg nachgewiesen. Neben repräsentativen Villen und Geschäftshäusern errichtete er ein Sozialgebäude, das mit reduzierter Ornamentik bereits auf die sachlichen Backstein-Industriebauten der 1920er Jahre verweist.
Sein Grab befindet sich auf dem Berliner Friedhof Grunewald.

## Bauten in Berlin

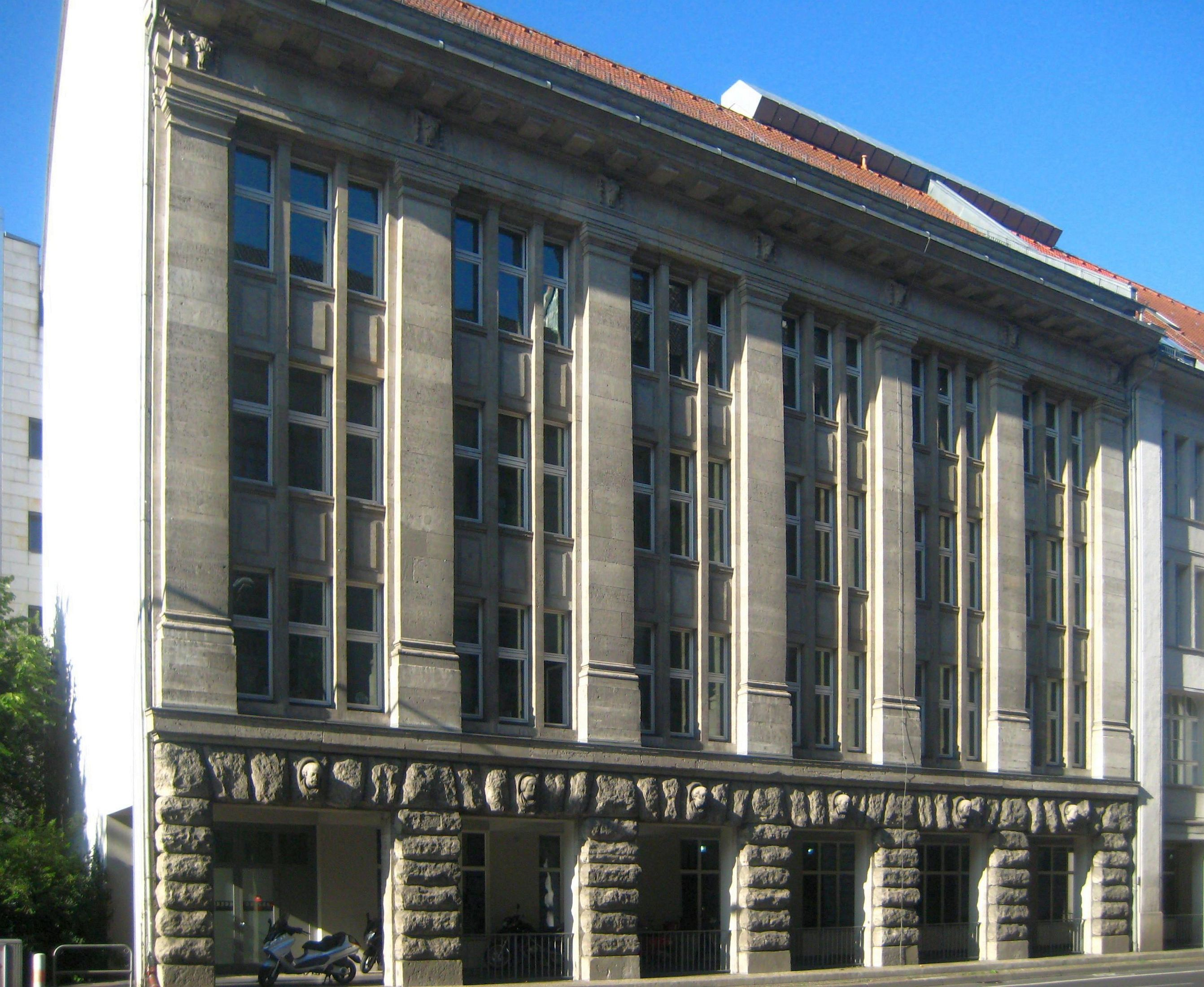
Geschäftshaus Rosenthal-Höfe, jetzt Zentrale der BWB

- 1902–1903: Landhaus für Professor Max Gary in Lichterfelde, Unter den Eichen[4][5]
- vor 1904: Villa Stock in Dahlem, Potsdamer Chaussee[4]
- vor 1905: Villa Peters in Grunewald, Parkstraße 2[6]
- 1905–1906: Villa Schreib in Charlottenburg, Fasanenstraße 6 (zerstört)[7]
- vor 1907: Geschäftshaus in Kreuzberg, Oranienstraße 125[8]
- 1909: Fassade für das Geschäftshaus der Neuen Preußischen (Kreuz-) Zeitung in Berlin, Bernburger Straße 24/25[7]
- 1910–1911: Landhaus für den Baumeister Franz Fiedler in Zehlendorf, Argentinische Allee 28[9][10]
- 1911–1913: Geschäftshaus „Rosenthal-Höfe“ in Berlin-Mitte, Stralauer Straße 44/45[11][12]
- 1913: Arbeiterwohlfahrtsgebäude der Accumulatorenfabrik GmbH in Oberschöneweide, Wilhelminenhofstraße 66/67[13][3]
- vor 1914: Grabdenkmal Wolff auf dem Friedhof Wilmersdorf[14]
- vor 1914: Fahrradhaus in Kreuzberg, Ritterstraße 31[15]
- vor 1918: Wohn- und Geschäftshaus in Berlin, Kleiststraße 13[16]